# ساقیان
ساقیان (به لاتین: Saqiyan) یک منطقه مسکونی در جمهوری آذربایجان است که در شهرستان شماخی واقع شده است. ساقیان ۵۴۴ نفر جمعیت دارد.